# Psychophagus omnivorus
Psychophagus omnivorus är en stekelart som först beskrevs av Walker 1835.  Psychophagus omnivorus ingår i släktet Psychophagus och familjen puppglanssteklar. Arten är reproducerande i Sverige. Inga underarter finns listade i Catalogue of Life.